# エバレット (哨戒フリゲート)
エバレット (USS Everett, PF-8) は、アメリカ海軍の哨戒フリゲート。タコマ級フリゲートの1隻。艦名はワシントン州エバレットに因む。

## 艦歴
エバレットはカリフォルニア州リッチモンドのカイザー・カーゴ社で起工する。1943年4月15日まではPG-116と呼ばれた。1943年9月29日にコーネリア・M・フィッチ夫人によって命名、進水し、1944年1月22日に艦長W・L・デイヴィス沿岸警備隊少佐の指揮下就役した。
整調および訓練後、エバレットはアラスカ州のアダック島に向けて出航し、1944年4月22日に到着、アリューシャン列島の荒天下、哨戒および船団護衛任務に16ヶ月間従事した。1945年8月16日にアラスカ州コールド・ベイで退役し、レンドリース法の下ソ連海軍に貸与された。ソ連では「護衛艦」を意味する「EK」の略号が付与され、EK-15（ロシア語:ЭК-15エーカー・ピトナーッツァチ）と命名された。1945年8月26日には、警備艦として太平洋艦隊に配備された。
1949年11月15日、アメリカ海軍に返還されたエバレットは日本の横須賀で広範囲オーバーホールが行われ、1950年7月26日に再就役した。香港でステーション艦として任命され、国連軍の封鎖作戦および朝鮮半島沖での護衛任務に従事した。北朝鮮の元山を砲撃中の1951年7月3日、エバレットは沿岸砲台からの直撃を受け、1名が死亡し7名が負傷したが、船体への損害は軽微であった。
1953年3月10日、エバレットは横須賀で退役し、1953年8月29日、日米船舶貸与協定に基づき第7回貸与艦として警備隊（後の海上自衛隊）に貸与され、「きり (PF-11)」 として就役し、横須賀地方隊に編入された。1954年1月10日、大湊地方隊に編入。同年7月10日、再び横須賀地方隊に編入。1956年4月1日、第11護衛隊が新編され「くす」とともに編入された。1957年5月10日、第11護衛隊の廃止及び練習隊群の新編により第2練習隊に編入。同年9月1日、艦番号がPF-291に変更された。1958年には第2回遠洋練習航海に参加。1961年9月1日、第2掃海隊群新編により旗艦として編入。同年12月1日にアメリカ海軍から除籍。1970年3月31日、保管船（YAC20）に区分変更され呉教育隊の実習艦として使用された。1975年10月1日に除籍。1976年1月22日にアメリカ海軍に返還された。
エバレットは朝鮮戦争の戦功で4個の従軍星章を受章した。